# 한바탕 웃음으로 (음반)
《한바탕 웃음으로》는 대한민국의 가수 이선희의 다섯번째 음반이다.

## 특징
이 음반에 수록된 타이틀곡 <나의 거리>가 KBS 가요 톱텐 5주 연속 1위로 4번째 골든컵을 수상하고 그외 <한바탕 웃음으로>가 1990년에 3주연속 1위를 차지하며 1989년, 1990년 한 앨범으로 2년 연속 골든디스크상을 차지했다. 그외 <겨울애상>, <불꽃처럼>, <오월의 햇살> 등의 노래가 히트하며 큰 인기를 끌었다.

## 수록곡
| #  | 제목                | 작사           | 작곡   | 재생 시간 |
| -- | ------------------- | -------------- | ------ | --------- |
| 1. | 〈나의 거리〉       | 윤희중         | 윤희중 | 3:40      |
| 2. | 〈오월의 햇살〉     | 이선희, 윤항기 | 윤항기 | 4:33      |
| 3. | 〈한바탕 웃음으로〉 | 송시현         | 송시현 | 3:58      |
| 4. | 〈그대여〉          | 김범룡         | 김범룡 | 3:45      |
| 5. | 〈수선화〉          | 김창완         | 김창완 | 3:29      |

| #  | 제목                  | 작사   | 작곡   | 재생 시간 |
| -- | --------------------- | ------ | ------ | --------- |
| 1. | 〈겨울애상〉          | 김요일 | 송시현 | 4:04      |
| 2. | 〈불꽃처럼〉          | 김범룡 | 김범룡 | 3:35      |
| 3. | 〈바다가 되어〉       | 이재성 | 이재성 | 4:21      |
| 4. | 〈누나야〉            | 김창완 | 김창완 | 2:54      |
| 5. | 〈마음처럼 그대곁에〉 | 김민정 | 송시현 | 4:03      |